# Great Yarmouth
Great Yarmouth – miasto we wschodniej Anglii, w hrabstwie Norfolk, w dystrykcie Great Yarmouth, położone ok. 30 km na wschód od Norwich, port przy ujściu rzek Bure i Yare do Morza Północnego, na skraju obszaru chronionej przyrody The Broads. W 2001 roku miasto liczyło 58 032 mieszkańców.

## Współpraca
- Rambouillet, Francja